# Violência contra a pessoa idosa
Violência contra o idoso (também chamada abuso contra o idoso), é definida pela Organização Mundial de Saúde (OMS) como "um ato único ou repetido, ou falta de ação apropriada, ocorrendo em qualquer relacionamento onde exista uma expectativa de confiança, que cause dano ou sofrimento a uma pessoa idosa". Por "relacionamento onde exista uma expectativa de confiança", entende-se a proximidade do idoso com outras pessoas, como cônjuge, parceiro, filho ou outro familiar, amigo, vizinho ou cuidador, do qual dependa. A violência contra o idoso muitas vezes acontece no âmbito da violência doméstica ou familiar.
Embora exista uma variedade de circunstâncias consideradas como violência contra o idoso, não se considera aqui, atos criminosos contra pessoas idosas, tais como assaltos no domicílio ou na rua, com ou sem uso de violência. A OMS tipifica de várias formas a violência contra o idoso, como abuso financeiro, físico, psicológico e sexual. Segundo a organização, em estudos publicados em 2017, pelo menos 15,7% das pessoas com sessenta anos ou mais são submetidas a algum tipo de violência. Afirma ainda que esses dados provavelmente são subestimados, pois muitos casos de abuso de idosos não são relatados e que o número de pessoas afetadas tende a aumentar globalmente, pois muitos países enfrentam índices de envelhecimento rápido das suas populações. Ainda segundo a OMS, um em cada seis idosos é vítima de algum tipo de violência em todo o mundo.

## Tipos
Embora existam formas comuns de abuso de idosos em todas as nações, também existem manifestações únicas, baseadas na história, tradição, cultura, poder econômico e percepções sociais de pessoas idosas, dentro das próprias nações. O denominador comum básico é o uso de poder e controle por um indivíduo para afetar o bem-estar de outro, mais idoso. Existem vários tipos de abuso de pessoas mais velhas, que geralmente são reconhecidas como abuso de idososː
- Físico: bater, perfurar, queimar, empurrar, chutar, reter, enclausurar, ou dar medicação de forma errada, ou deixar de dar o tratamento e a medicação;
- Psicológico/emocional: humilhar, coagir. Um tema comum é um perpetrador que identifica algo que interessa a uma pessoa idosa, usando isso para coagi-la em uma ação específica. Pode tomar formas verbais, como gritar, ofender, ridicularizar, criticar constantemente, acusar, culpar ou formas não verbais, como ignorar, silenciar, abandonar ou não demonstrar qualquer afetividade;
- Abuso financeiro: também conhecido como exploração financeira, envolvendo a apropriação indevida de recursos financeiros por membros da família, cuidadores ou estranhos, ou o uso de meios financeiros para controlar a pessoa ou facilitar outros tipos de abuso;
- Sexual: forçar uma pessoa idosa a participar de qualquer atividade sexual sem o seu consentimento, inclusive obrigando-os a participar de conversas de natureza sexual contra sua vontade; também pode incluir situações em que a pessoa já não pode dar o seu consentimento (demência);
- Negligência: privar uma pessoa idosa de tratamento médico adequado, alimentos, conforto, roupas, ou medicamentos essenciais. Privá-la dos serviços necessários, com o intuito de forçar certos tipos de ações, por exemplo, com objetivos financeiros. A negligência pode incluir deixar a pessoa idosa em risco, por exemplo, risco de queda, sem vigilância. A privação pode ser intencional (negligência ativa) ou acontecer por falta de conhecimento ou recursos (negligência passiva).

## Sinais de alerta
A chave para a prevenção e intervenção do abuso de idosos é a capacidade de reconhecer os sinais de alerta de sua ocorrência. Sinais de abuso de idosos diferem dependendo do tipo de abuso que a vítima está sofrendo. Cada tipo de abuso tem sinais distintos associados a eleː
- O abuso físico pode ser detectado por sinais visíveis no corpo, incluindo hematomas, cicatrizes, entorses ou ossos quebrados. Indicações mais sutis de abuso físico incluem sinais de restrição, como marcas de corda no pulso ou óculos quebrados;[4]
- O abuso emocional frequentemente acompanha os outros tipos de abuso e geralmente pode ser detectado por mudanças na personalidade ou comportamento. O idoso também pode exibir comportamento similar a demência, como balançar ou murmurar;[4]
- A exploração financeira é uma forma mais sutil de abuso, em comparação com outros tipos, e pode ser mais difícil de se notar. Sinais de exploração financeira incluem saques significativos de contas bancárias, pertences ou dinheiro perdido na casa, contas não pagas e bens ou serviços desnecessários;[4]
- O abuso sexual, como o abuso físico, pode ser detectado por sinais visíveis no corpo, especialmente em torno dos seios ou área genital. Outros sinais incluem infecções inexplicáveis, sangramento e roupas rasgadas;[4]
- A negligência é um tipo de abuso na medida em que pode ser infligido pelo cuidador ou por si mesmo. Os sinais de negligência incluem desnutrição e desidratação, falta de higiene, descumprimento na ministração de medicamentos e condições de vida inseguras.[4]

Além de observar sinais no indivíduo idoso, o abuso também pode ser detectado monitorando mudanças no comportamento do cuidador. Por exemplo, o cuidador pode não permitir que eles falem ou recebam visitantes, exibam indiferença ou falta de carinho para a pessoa idosa, ou se referem ao idoso como "um fardo". Os cuidadores que têm história de abuso de substâncias químicas ou doenças mentais são mais propensos a cometer abuso de idosos do que outros indivíduos.
O abuso às vezes pode ser sutil e, portanto, difícil de detectar. Independentemente disso, as organizações de conscientização e pesquisa aconselham a tomar qualquer suspeita com seriedade e atender as preocupações de forma adequada e imediata. O abuso de idosos pelos cuidadores é um problema mundial. Em 2002, a OMS chamou a atenção internacional para a questão do abuso de idosos. Ao longo dos anos, agências governamentais e grupos profissionais de comunidades em todo o mundo, especificaram o abuso de idosos como um problema social.
A Organização das Nações Unidas (ONU) instituiu o dia 1.º de outubro, o Dia Internacional do Idoso.

## Consequências para a saúde
As consequências para a saúde do abuso de idosos são graves. O abuso de idosos pode destruir a qualidade de vida de uma pessoa idosa sob as formas de:
- Diminuição das habilidades funcionais;
- Maior dependência;
- Aumento da sensação de desamparo;
- Maior estresse;
- Piora do declínio psicológico;
- Mortalidade prematura e morbidade;
- Depressão e demência;
- Desnutrição;
- Escaras;
- Morte.

## Abusadores comuns
O abusador da pessoa idosa pode ser o cônjuge, parceiro, parente, amigo ou vizinho, trabalhador voluntário, trabalhador remunerado, praticante, advogado ou qualquer outro indivíduo com a intenção de privar uma pessoa vulnerável de seus recursos. Os parentes incluem crianças adultas e seus cônjuges ou parceiros, sua prole e outros membros da família. Crianças e parentes vivos que têm história de abuso de substâncias químicas ou que tiveram outros problemas são particularmente preocupantes. Por exemplo, os indivíduos desempregados e dependentes da pessoa idosa.

## Fatores de risco
Existem vários fatores de risco, que aumentam a probabilidade de uma pessoa idosa tornar-se uma vítima de abuso. Tais fatores de risco incluem idosos que:
- Têm problemas de memória (como demência);
- Têm deficiências físicas;
- Têm depressão, solidão ou falta de apoio social;
- Abusam de álcool ou outras substâncias químicas;
- São verbais ou fisicamente combativos com o cuidador;
- Têm uma situação de vida compartilhada.

Existem também vários fatores de risco, que aumentam a probabilidade de um cuidador participar do abuso de idosos. Tais fatores de risco para abuso de idosos incluem um cuidador que:
- Sinta-se oprimido ou ressentido;
- Tem uma história de abuso de substâncias químicas ou uma história de abuso de outros;
- Depende da pessoa mais velha para habitação, finanças ou outras necessidades;
- Tem problemas de saúde mental;
- Está desempregado;
- Tem um histórico criminal.

Os fatores de risco também podem ser categorizados em níveis individuais, relacionais, comunitários e socioculturais. A nível individual, os idosos com má saúde física e mental correm maior risco. No nível de relacionamento, uma situação de vida compartilhada é um grande risco para os idosos. Viver na mesma área com o agressor leva a uma maior probabilidade de abuso. Em terceiro lugar, a nível comunitário, o isolamento social é encapsulado pelos cuidadores. Além disso, alguns fatores de risco socioculturais que podem contribuir para o abuso de idosos são uma representação de uma pessoa idosa como fraca e dependente, a falta de recursos para pagar o cuidador, filhos que deixam os pais idosos sozinhos e a deterioração dos vínculos entre as gerações familiares.

### Dificuldades para obter estatísticas
Várias condições tornam difícil para os pesquisadores obter estatísticas precisas sobre abuso de idosos. Os pesquisadores podem ter dificuldade em obter estatísticas de abuso de idosos pelas seguintes razões:
- O abuso de pessoas idosas é em grande parte um problema oculto e tende a ser cometido na privacidade do lar da pessoa idosa, principalmente por seus membros da família;
- As vítimas muitas vezes não estão dispostas a denunciar seu abuso por medo da descrença, do medo da perda de independência, de serem internadas, de perder seu único apoio social (especialmente se o perpetrador é um parente) e medo de estar sujeito a retaliações futuras pelo(s) perpetrador(es);[13][14][15][16]
- O declínio cognitivo das vítimas e a sua saúde podem impedir que denunciem seus abusos;[17]
- A falta de treinamento adequado de prestadores de serviços, como assistentes sociais, autoridades, enfermeiros, etc., sobre o abuso de idosos, portanto, o número de casos relatados tende a ser baixo;[18]
- A natureza subjetiva do abuso de idosos, que depende em grande parte da interpretação de alguém;[19]
- Outra razão da falta de estatísticas precisas é o debate sobre se deve incluir auto-negligência ou não. Muitos não têm certeza se devem ser incluídos, uma vez que não envolve outra pessoa como abusadora. Aqueles que se opõem à inclusão da auto-negligência afirmam que é uma forma diferente de abuso e, portanto, não deve ser incluída nas estatísticas. Devido a esta discrepância e aos outros mencionados acima, é difícil obter dados precisos sobre o abuso de idosos.[20]

## Prevenção
Médicos, enfermeiros e outros profissionais podem desempenhar um papel vital na assistência a vítimas de abuso de idosos. Estudos realizados em 2008 nos Estados Unidos, mostraram que pessoas idosas, em média, fazem 13,9 visitas por ano a um médico. Embora tenha havido um aumento na conscientização sobre o abuso de idosos ao longo dos anos, os médicos tendem a informar apenas 2% dos casos. As razões para a falta de relatórios por parte dos médicos incluem a falta de conhecimento atualizado sobre as leis de abuso de idosos, a preocupação em irritar o agressor e arruinar o relacionamento com o paciente idoso, possíveis intimações judiciais, falta de cooperação de pacientes idosos ou famílias, e falta de tempo e honorários.

## Legislação, pesquisas e estatísticas

### Países lusófonos

#### Portugal
Entre 2013 e 2016, houve um aumento de 30% nos crimes contra idosos no país, segundo a Associação Portuguesa de Apoio à Vítima (APAV). A maioria das vítimas eram mulheres, representando 79,5%, sendo 48,9% dos casos dentro de casa. Os agressores na maioria eram homens, sendo filhos e cônjuges. Dos casos registrados em 2016, os casos de maus tratos de natureza psicológica foram os mais recorrentes.
Um estudo realizado em 2014 pelo Instituto Nacional de Saúde Doutor Ricardo Jorge (INSA), revelou que 12,3% dos casos conhecidos de violência durante aquele ano foram contra idosos. Nos casos de violência física, o cônjuge ou companheiro foram os maiores protagonistas, com 49,5% dos casos; em seguida vinham os filhos, responsáveis por 30% e as filhas, 8,9%. Estimou-se ainda no estudo, que 64,9% do total de casos de violência contra idosos não chegaram ao conhecimento das autoridades, muitas vezes por medo, sensação de impotência, vergonha e até sentimento de culpa. Entre os fatores de risco apontados, destacou-se a importante dependência dos idosos, no que se refere aos cuidados. No entanto, em alguns casos, a relação de dependência era inversa em relação aos membros da família, por exemplo no âmbito financeiro, habitacional e sustento. Também foram apontados fatores sociais, que levavam ao comportamento violento, tais como desemprego e divórcio. 

#### Brasil
A Constituição Federal do Brasil, em seu artigo 230 menciona: "A família, a sociedade e o Estado têm o dever de amparar as pessoas idosas, assegurando sua participação na comunidade, defendendo sua dignidade e bem-estar e garantindo-lhes o direito à vida. A Política Nacional do Idoso (Lei n.º 8.842, de 1994), que criou o Conselho Nacional do Idoso, estabelece em seu capítulo IV, § 3º, que "todo cidadão tem o dever de denunciar à autoridade competente qualquer forma de negligência ou desrespeito ao idoso", e no artigo 10, inciso VI, esclarece o papel da Justiça quanto à pessoa idosa: (a)"promover e defender os direitos da pessoa idosa"; (b)"zelar pela aplicação das normas sobre o idoso, determinar ações para evitar abusos e lesões a seus direitos".
O Estatuto do Idoso, criado em 1997, foi a mais recente conquista deste grupo da sociedade, regulando os direitos assegurados às pessoas com sessenta anos ou mais. Em seu artigo 99, o Estatuto do Idoso menciona as implicações legais aos que praticarem violência contra a pessoa idosa: "expor a integridade física ou psíquica do idoso a perigo resulta em pena de reclusão de dois meses a um ano e multa, com benefício da suspensão condicional. Se a violência relacionar-se a lesão corporal de natureza grave, então a pena será de reclusão de um a quatro anos, mas se resultar em morte, a reclusão será de quatro a doze anos sendo que, nesse caso, não há benefício da suspensão condicional do processo". Em seu artigo 57, determina que o profissional da área de saúde que não denunciar uma situação de violência identificada, será também penalizado. Em São Paulo, a Delegacia do Idoso, criada em 1991, a partir de 2004, intensificou os atendimentos, que se referiam na maior parte a denúncias de maus tratos, abandono, ameaça ou apropriação indevida de bens materiais. Os responsáveis pelos abusos eram os familiares próximos em cerca de 90% dos casos mais graves. O Distrito Federal criou seções especiais para os idosos nas delegacias que já existiam.
Segundo estudos da Secretaria dos Direitos Humanos do Brasil em 2015, a cada hora dois idosos sofriam algum tipo de violência no país, tendo naquele ano, aumentado em 16% o número de registros de ocorrências de algum tipo de violência contra idosos. Segundo o estudo, a maior parte das denúncias foi de negligência ou abandono (77,6%), seguido dos registros de violência psicológica (51,7%), abuso financeiro (38,9%) e violência física (26,5%).